# アンドレイ・カラジョルジェヴィチ
アンドレイ・カラジョルジェヴィチ（セルビア語: Андреј Карађорђевић, 1929年6月28日 - 1990年5月7日）は、ユーゴスラビア王国の王族。

## 生涯
国王アレクサンダル1世とその妻マリア王妃の第3子、三男として、スロベニアのブレッドで生まれた。兄に国王ペータル2世、トミスラヴ王子がいる。
1941年、ナチス・ドイツがユーゴスラビア侵攻を開始すると、兄ペータル2世に従ってロンドンに渡った。ユーゴスラビアの王制が崩壊し、亡命を余儀なくされたため、ケンブリッジ大学クレア・カレッジで数学を学んだあと、保険仲立人として働いた。
アンドレイは1956年8月1日、ヘッセン＝カッセル公子クリストフ・フォン・ヘッセンとギリシャ王女ソフィア・ティス・エラザスの長女クリスティーナ（1933年 - 2011年）と結婚した。ソフィアはイギリス王チャールズ3世の父エディンバラ公フィリップの姉である。夫妻はマリア・タチアナ（1957年 - ）、フリストフェル（1960年 - 1994年：交通事故のため死去）の1男1女をもうけたが、クリスティーナが詩人ロベルト・フローリス・ファン・アイク（建築家アルド・ファン・アイクの兄）と不倫関係になったため、1962年に離婚した。
1963年9月18日、アンドレイはライニンゲン侯女キーラ（1930年 - 2005年）と再婚した。キーラはライニンゲン侯カールとロシア公女マリヤ・キリロヴナの娘である。二人はアンドレイが最初の妻クリスティーナと正式に離婚する前にラヴィニア・マリア（1961年 - ）という娘をもうけたため、結婚後にラヴィニア・マリアを実父アンドレイの養女にするという形をとった。夫妻は他にカール・ヴラディーミル（1964年 - ）、ディミトリ（1965年 - ）の2人の息子をもうけたが、1972年には離婚した。
アンドレイは1974年3月30日にセルビア人のエヴァ・アンジェイコヴィチ（1926年 - 2020年）と3度目の結婚をした。二人の間に子どもはなかった。
アンドレイは1990年にアメリカ合衆国のカリフォルニア州アーバインで、自分の車の中で一酸化炭素中毒による自殺を遂げた。